# Tmolus cydrara
Tmolus cydrara is een vlinder uit de familie van de Lycaenidae. De wetenschappelijke naam van de soort werd als Thecla cydrara in 1868 gepubliceerd door William Chapman Hewitson.